# Georgenberg (Goslar)
Georgenberg ist ein Stadtteil der niedersächsischen Kreisstadt Goslar am Harz. Er schließt das Wohnviertel Kattenberg mit dem gleichnamigen Wald- und Naturschutzgebiet ein. Georgenberg liegt nördlich der Altstadt von Goslar. Die Anhöhe, die dem heutigen Stadtteil den Namen gab, ist ihrerseits nach dem St.-Georgs-Stift benannt, das hier vom 11. bis zum 16. Jahrhundert bestand. Die moderne Bebauung begann mit Villen aus der Gründerzeit.
Georgenberg liegt zwischen der westlich verlaufenden B 82 und der östlich verlaufenden B 241. Die B 6 im Norden bildet die Grenze zum Stadtteil Jürgenohl, die Straßen Köppelsbleek und Bismarckstraße zur Altstadt im Süden.

## Kultur und Sehenswürdigkeiten
- Stiftsruine St. Georg, gesicherte Reste der Grundmauern; darin die Skulptur Der Kaiser von Eckart Grenzer aus dem Jahr 1980.[1]
- Bismarck-Denkmal von Willibald Böttcher, 1902, Bismarckstraße
- Skulptur Großer weißer Steinkopf von Rainer Kriester, 1981, bei den Fels-Werken, Ecke Bismarck-/Hirschstraße.